# Stadion FC Solothurn
Stadion FC Solothurn – stadion piłkarski w Solurze, w Szwajcarii. Został otwarty w 1931 roku. Może pomieścić 6300 widzów. Na obiekcie swoje spotkania rozgrywają piłkarze klubu FC Solothurn.